# Papamosques de les Tanimbar
El papamosques de les Tanimbar (Ficedula riedeli) és una espècie d'ocell de la família dels muscicàpids (Muscicapidae). És endèmic de les illes Tanimbar, un arxipèlag a la zona sud-est de les Moluques, Indonèsia. El seu hàbitat natural són els boscos tropicals i subtropicals de frondoses humits de les terres baixes i de l'estatge montà. El seu estat de conservació es considera de risc mínim.
Anteriorment era considerat pel Congrés Ornitològic Internacional com una subespècie de papamosques pit-rogenc: Ficedula dumetoria riedeli